# Sztovbci
Sztovbci (Стоўбцы, oroszul Столбцы, lengyelül Stołpce, jiddis nyelven Steibtz) kisváros Fehéroroszország Minszki területén, a Sztovbci járás székhelye. 2006-ban becsült népessége 12,4 ezer fő . Minszktől 85 km-re délnyugatra, a Nyeman-folyó jobb partján fekszik.

## Történelem
A település a 16. század első felében létesült, neve a sztolb (oszlop) szóból származik. Gazdasági fejlődését közlekedési helyzete biztosította, a Nyeman Sztovbcitól válik hajózhatóvá. 1582-ben a közeli Nyaszvizsban székelő Radziwiłł-család tulajdonába került. 1623-ban építették első templomát. A 18. században már jelentős zsidó lakossága volt. A 18-19. században élénk kereskedőváros volt, ez a szerepe a gőzhajójáratok megindulásával megerősödött. 1793-ban csatolták Oroszországhoz. 1897-ben 3,7 ezer lakosa volt (64%-a zsidó). 1920-1939 között Lengyelország Nowogródeki vajdaságának járási (powiat) székhelye volt, egyben határváros a Szovjetunióval. 1939 szeptemberében a Szovjetunióhoz csatolták. A Minszk felé előrenyomuló németek 1941. június 27-én foglalták el, 1944. július 2-áig volt megszállás alatt, ezalatt a zsidó nemzetiségű lakosságot csaknem teljesen kiirtották. 1941 végén a németek gettót hoztak létre a városban, melyet 1942 szeptemberében felszámoltak (a lakosság egy részét agyonlőtték, a többieket koncentrációs táborba küldték).

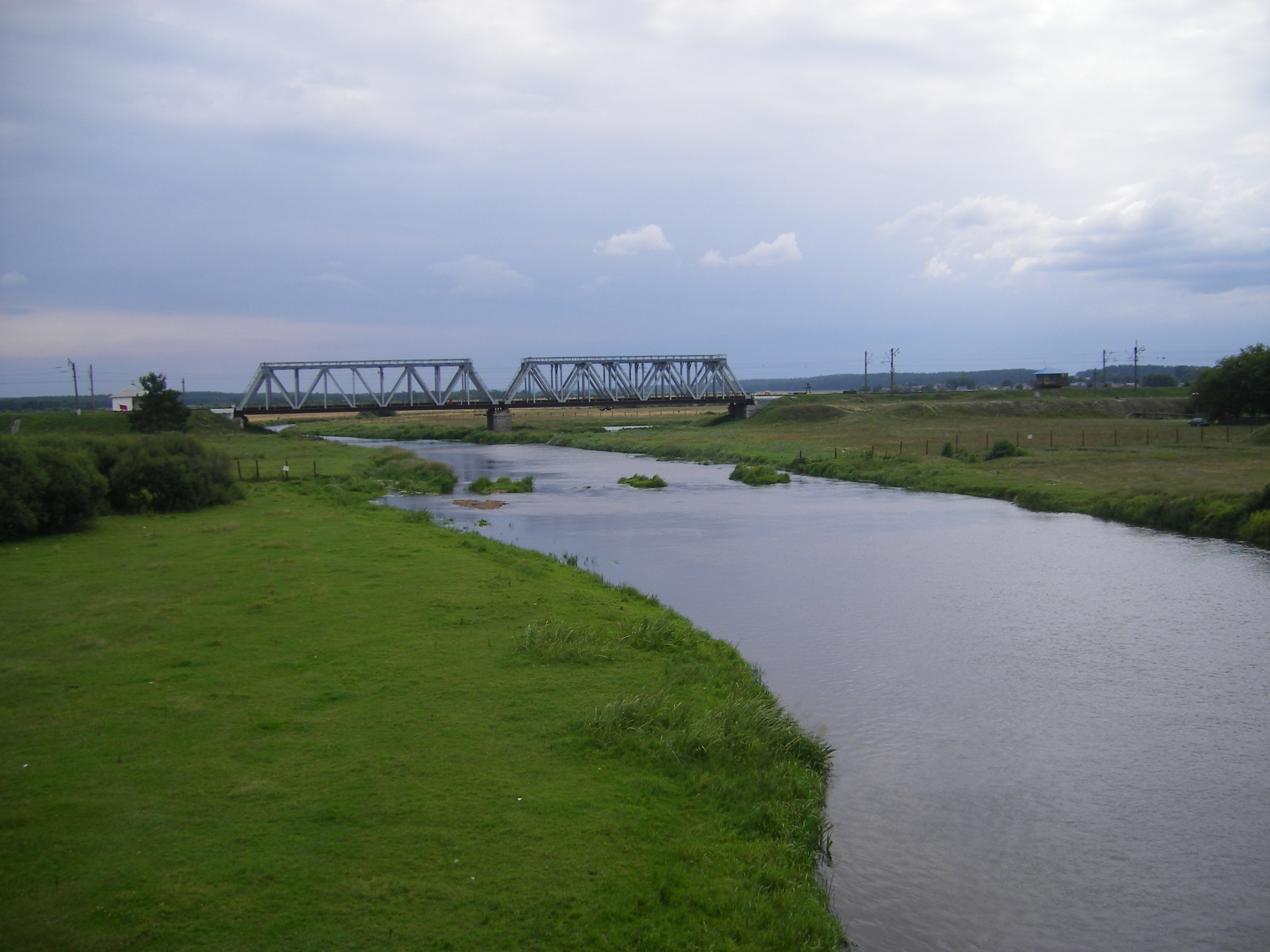
A Nyeman-folyó Sztovbcinál

## Gazdaság

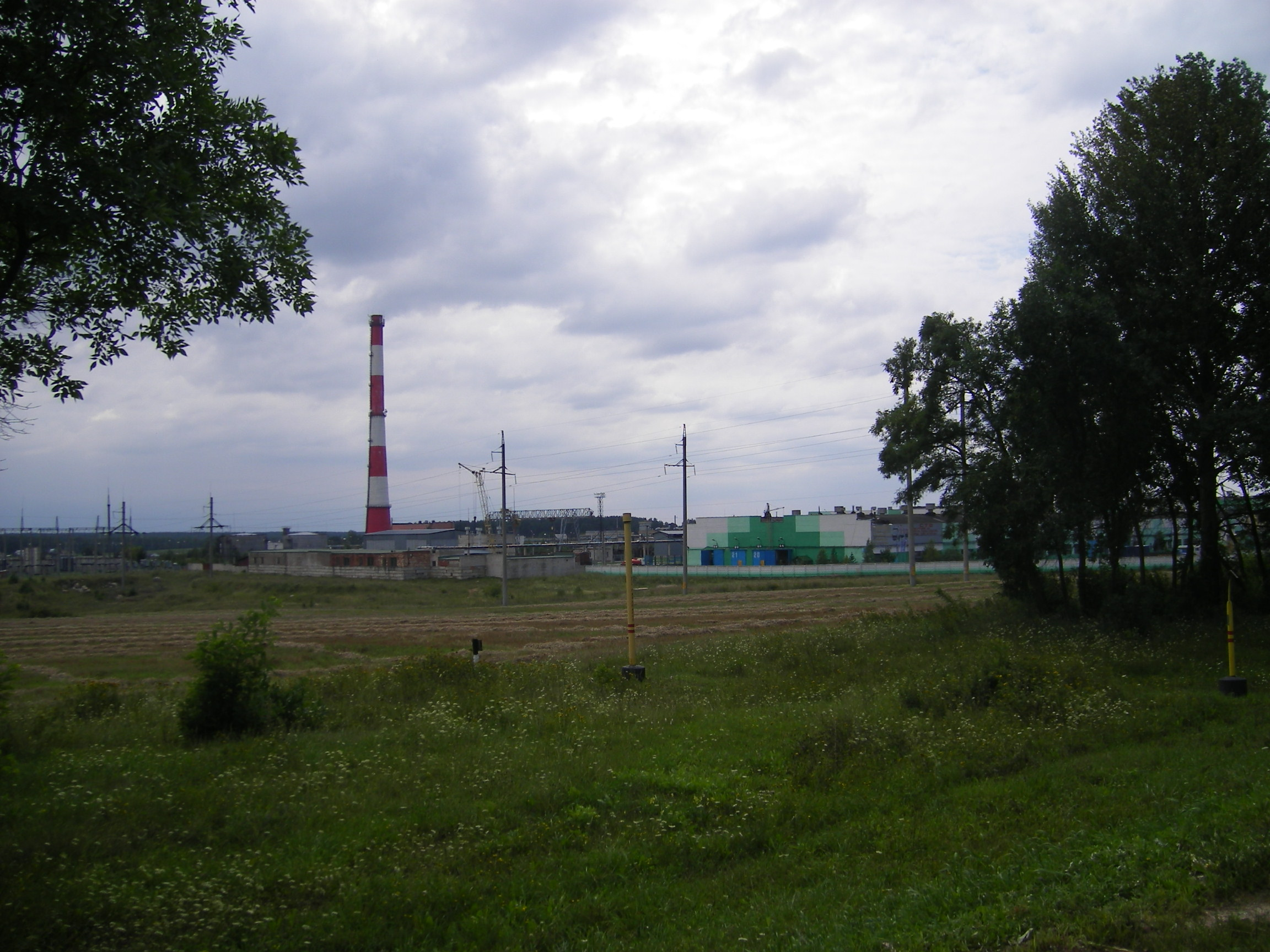
A mezőgazdasági gépgyár

Az ipart a városban a mezőgazdasági alkatrészgyár és a fafeldolgozás képviseli.
A város mellett halad el a Varsó-Moszkva-autópálya (M1). Az ezzel párhuzamos P2-es főút Baranavicsiba vezet (70 km). A Sztovbcin keresztülhaladó P54-es főút Nyaszvizzsal (35 km) és Ivjanyeccel (55 km) teremt összeköttetést. A városon áthalad a Minszk-Breszt vasúti fővonal is. Folyami kikötő szerepét napjainkra elveszítette.

## Nevezetességek
Sztovbci legfontosabb műemléke az 1825-ben épült, kis dombon emelkedő, ékszínkék színűre festett Szent Anna-templom. A templom kapuja egyben harangtoronyként szolgál. Az egykori zsinagóga épülete a 19. századból származik. A Szent Kázmér-templom az 1990-es években épült. Az egykori Akincsici faluban (mely 1977 óta tartozik a városhoz) született Jakub Kolasz híres belarusz költő.